# William Rogers (rugbyspeler)
William Lister Rogers (Ventura, 6 februari 1902 - Monterey, 13 november 1987) was een Amerikaans rugbyspeler.

## Carrière
Tijdens de Olympische Zomerspelen 1924 werd hij met de Amerikaanse ploeg olympisch kampioen.

## Erelijst

### Met Verenigde Staten
- Olympische Zomerspelen:  1924